# Belford Roxo
Belford Roxo is een Braziliaanse gemeente en stad in de deelstaat Rio de Janeiro en maakt deel uit van de grootstedelijke mesoregio Rio de Janeiro en van de microregio Rio de Janeiro. Het is een deel van de "Baixada Fluminense", een reeks dichtbevolkte voorsteden van Rio, met samen 3 miljoen inwoners. Bij de volkstelling van 2022 had Belford Roxo 483.087 inwoners op 80 km² en is het de op zes na dichtstbevolkte stad van de staat. Het ligt op 19,5 km van de stad Rio de Janeiro.
De plaats is vernoemd naar ingenieur Raimundo Teixeira Belfort Roxo, die mee had geholpen het watertekort in de zomer van 1889 op te lossen. Belford Roxo maakte het grootste deel van de 20e eeuw deel uit van Nova Iguaçu. In 1993 werd het een afzonderlijke gemeente.

## Aangrenzende gemeenten
De gemeente grenst aan Duque de Caxias, Mesquita, Nova Iguaçu en São João de Meriti.

## Geboren
- Seu Jorge (1970), muzikant en acteur
- Gerson Santos da Silva (1997), voetballer

## Galerij

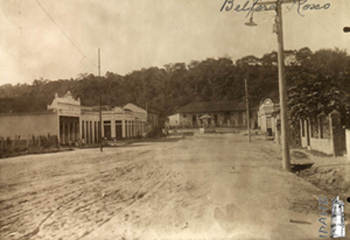
Belford Roxo in 1872
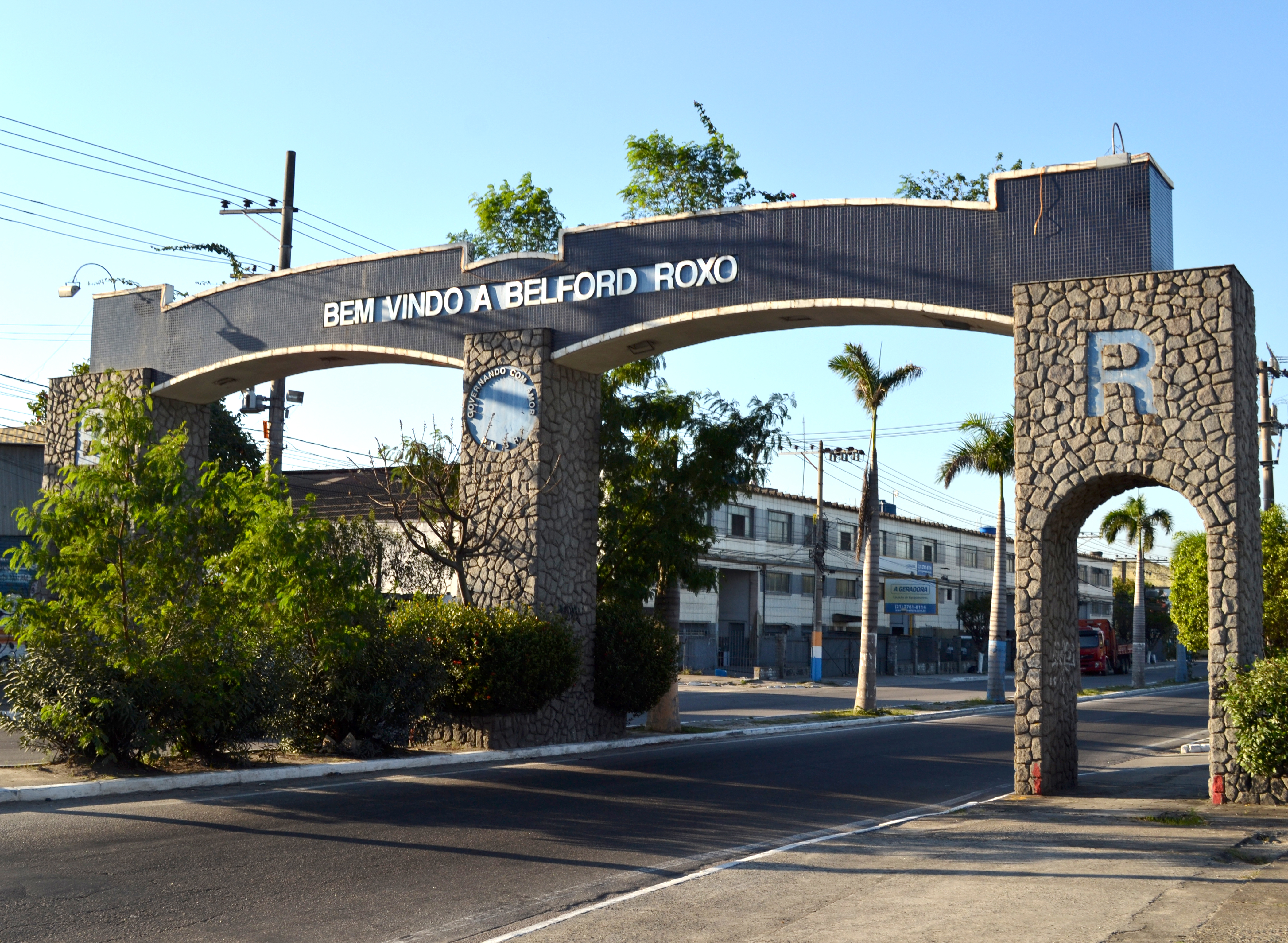
Welkom in Belford Roxo
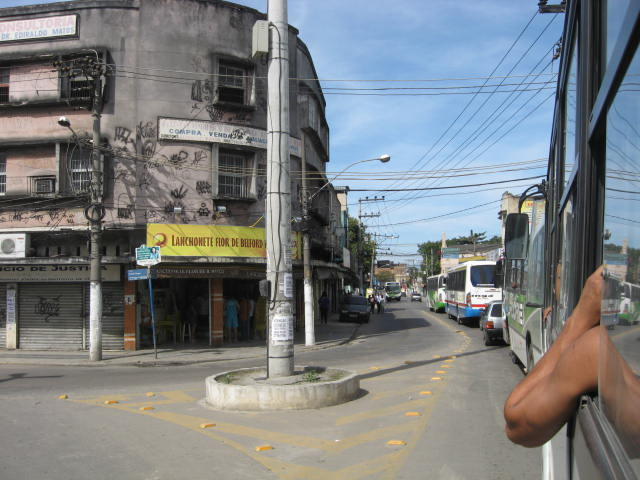
Centrum van Belford Roxo